# سكوت بيترز (لاعب كرة قدم أمريكية)
سكوت بيترز (بالإنجليزية: Scott Peters)‏ هو لاعب كرة قدم أمريكية أمريكي، ولد في 23 نوفمبر 1978.

## وصلات خارجية
- سكوت بيترز على موقع مرجع كرة القدم المحترفة.كوم (الإنجليزية)